# 細胞 (政党)
細胞（さいぼう）とは、政党・政治団体の基礎組織を指す。

## 概説
原語は、軍事における部隊の編成単位である「班」、刑務所の独房といった意味であり、当初は日本語でも「班」と訳されたが、やがて「細胞」との訳語が主流になった。
宣伝、政策、組織、財政の担当者を持ち、弾圧を受けて中央からの指令が途切れても活動を保ち、自己増殖し、やがて組織を再生できる最小単位としての意味合いがある。
ただし、あまりに特異な語法であるため、旧ソビエト連邦（ソ連）での実態から下部組織の自主性を軽視しているという印象や、陰謀団体といった印象を与えるため、近年では「基礎組織」「支部」などの名称を使う例が増えている。

## 性質と歴史

### フランス
組織の構成単位として「細胞」(covert cell) を最初に組織したのは、19世紀フランスの革命家でパリ・コミューンの指導者ともなったルイ・オーギュスト・ブランキであった。その後、社会主義や無政府主義のグループにおいても取り入れられた。

### ソ連・ナチス
政党において細胞をもっとも綿密に張り巡らせたのは、ソビエト連邦共産党である。すなわち、共産党によりあらゆる社会活動が規定されるという原則により、各地域・職場・学校に党員の集合体が設立され、これが細胞と称されることになった。これは党指導部の指令に絶対的に服従し、日常活動を実践するという役割を持っていた。細胞組織は社会全体の掌握には有効な手段と考えられた。そのため、コミンテルンを通じてソ連共産党の指導を受ける各国の共産党や、組織形態では共産党を模倣したとされる国民社会主義ドイツ労働者党（ナチ党）でも採用された（細胞指導者）。

### 中国国民政府
松岡洋右によれば、1924年より始まった第一次国共合作において、国民党幹部は、ソ連から「ロシアの細胞組織なり、ロシアの革命に用いた、現に今用いつつある手段方法を教授され」、それが一番大きなソ連から得た援助だと公言していたとされる。

### アイルランド
現在でも、アイルランド共和軍では「細胞」を使用している。

## 共産主義における細胞組織
共産主義における細胞組織は、工場細胞、街頭細胞、農村細胞 (農細)などより成り、各細胞の主班 (キャプテン) のみが上位団体との連絡を行っていた。
もともと、共産党は工場細胞が中心であり、工場組織に籍の無い労働者や失業者は街頭細胞として組織されていた。
その後、市民と農民の対立が深まると、農村細胞の設置が叫ばれた。1925年、ロシア共産党は「農村に於けるアヂティションとプロパカンダ」を発行した。1926年のフランス共産党第五回大会では、「根本組織は工場細胞でなくてはならない」としたものの、農村細胞の設置による農村大衆の獲得が叫ばれた。また、高橋貞樹の供述によれば、1928年のコミンテルン第六回大会の決議において、日本の農民運動について、農村細胞の獲得を目指す新戦術が指定されたとされる。

## 日本

### 戦前
戦前において、1922年に非合法政党として設立された日本共産党はコミンテルンを通じてソ連共産党の指導を受け、その活動単位として「細胞」が提起された。小林多喜二は、北海道・小樽にある製缶会社での活動家を描いた作品に「工場細胞」と名づけ、これは1930年に雑誌『改造』で掲載された。しかし、1930年代に続いた警察の組織摘発と指導部内部での混乱により共産党の組織は実質的に壊滅し、「細胞」の活動も停止状態になった。

### 戦後
第二次世界大戦後に合法化された共産党は、国内外の共産主義の台頭の風潮の中、党員を増加させていったが、急増した党員はソ連共産党にならって居住地や職場ごとに細胞として組織化され、地区や各都道府県の委員会を通じて中央委員会の指令や統率に服することになった。また、各細胞はその職場や学校などで活発に党の活動を行い、労働運動や学生運動で強い影響力を持った。特に東京大学細胞では、後に共産党幹部となった上田耕一郎・上田健二郎(ペンネーム不破哲三)兄弟の他、共産党を離党してマスコミや経済界に転じた渡邉恒雄、氏家齊一郎、堤清二、それに社会主義の構造改革論者となった安東仁兵衛など、その後の日本社会に影響を与える人材を輩出した。1950年代前半に共産党が武装闘争を展開すると、山村工作隊、中核自衛隊などの軍事行動についても各細胞が実行部隊として携わることになった。
その後、1955年の日本共産党第6回全国協議会（六全協）を機に、共産党が議会を重視した平和革命路線に復帰すると、学生を中心に武装闘争の継続を主張するものは共産党を離れて新たな組織を結成していった。その中には、共産党と同様に自らの末端組織を細胞と称するグループも現れた。

### 現在
現在では、組織内ですら細胞の意味が通じなくなっている、細胞そのものを構成できずにより上級の機関での活動を余儀なくされている等の理由により、細胞名での行動、会議、声明等がなされることは減っているが、日本労働党のように今でも「細胞」の名称を維持している場合もある。
一方、1960年代以降に各種国政・地方選挙での得票数や議席を増加させ、議会活動の活発化を重視した共産党は「細胞」という言葉のイメージを嫌い、1970年の第11回党大会における規約改定により自らの基礎組織の名称を他党でも使用されている「支部」へ改称した。同党の公式党史においては「大会はまた、党を、広範な大衆の近づきやすい、真に人民の血肉となる組織にする見地から、基礎組織の名称を「細胞」から「支部」へ改めた」と著されている。よって現在の共産党は細胞という名称は使用していない。